# Рабат-Сале-Заммур-Заэр
Рабат-Сале́-Заммур-Заэр (араб. الرباط سلا زمور زعير‎) — до 2015 года одна из шестнадцати областей Марокко. Преобразована в новую область Рабат — Сале — Кенитра путём укрупнения за счёт упразднённой области Гарб-Шрарда-Бени-Хсен.
Территория — 9580 км² с населением 2 366 494 человек (перепись 2004). Административный центр — город Рабат.
Область состояла из трёх префектур и одной провинции:
| Адм. единицы             | Население, чел. (2004) |
| ------------------------ | ---------------------- |
| Префектура Рабат         | 627 932                |
| Префектура Сале          | 823 485                |
| Префектура Схират-Темара | 393 262                |
| Провинция Хемиссет       | 521 815                |